# Kamen Rider: The Next
Kamen Rider: The Next (jap. 仮面ライダーTHE NEXT Kamen Raidā Za Nekusuto) – japoński film tokusatsu należący do sagi Kamen Rider. Miał swoją premierę 27 października 2007 roku. Jest kontynuacją filmu Kamen Rider The First. Podobnie jak wszystkie filmy i seriale z cyklu, został wyprodukowany przez współpracę Toei Company i Ishinomori Productions.
Jest to kinowa adaptacja Kamen Ridera V3, jednak, podobnie jak u poprzednika, między filmem a serialem da się zauważyć wiele nieścisłości i zmian.
Slogan promujący film to: „Stań ponad wszystkim.” (jap. すべてを超える。 Subete o koeru.).

## Fabuła
Dwa lata po wydarzeniach z The First w Tokio ma miejsce seria dziwnych i brutalnych zabójstw. Rzeczą łączącą ofiary jest to, że umarli tuż po usłyszeniu piosenki "Platinum Smile" w wykonaniu gwiazdy j-popu Chiharu Kazami, co spowodowało owianie piosenki miejską legendą. 
W międzyczasie Takeshi Hongō kończy Uniwersytet Jōnan i zostaje nauczycielem w liceum. Szybko spotyka się z brakiem szacunku uczniów wobec niego i otrzymuje ksywkę "Kompletnego Durnia" (本当馬鹿し Hontō Bakashi) będącą przeróbką jego nazwiska. W klasie znajduje się Kotomi Kikuma, koleżanka Chiharu, która bardzo martwi się jej zniknięciem. Hongō i Kotomi przypadkiem odnajdują "umierającą" Chiharu, która tak naprawdę nie była prawdziwa. Dwójka zostaje zaatakowana przez potwora Szoker – Piłojaszczurkę i szóstkę Szoker Riderów, którzy otrzymali misję likwidacji zdrajcy. Hongō transformuje się na oczach Kotomi i po walce wdaje się w ucieczkę. W międzyczasie okazuje się, że przy życiu jest też drugi Rider – Hayato Ichimonji, który mimo to boryka się z problemem zdrowotnym prowadzącym do bliskiej śmierci. 
Następnego dnia po uratowaniu Kotomi od grupki chuliganów Hongō postanawia jej pomóc w ustaleniu, co dzieje się z Chiharu. Wpadają na pomysł by spotkać się z jej bratem – Shirō Kazamim, byłym właścicielem firmy informatycznej ExaStream, w której 2 miesiące wcześniej doszło do tajemniczego zniknięcia jej zarządu. Mimo to zostają zaatakowani przez ścigających ich wcześniej członków Szokera, jak i samego Kazamiego, który, jak się okazało, również przeszedł operację i stał się Hopperem Wersją 3 (V3). Podczas próby pościgu za Hongō zostaje on zaatakowany przez Kazamiego, jednak od śmierci ratuje go Hayato. Kiedy Kazami odkrywa, że odnaleziona przez niego Chiharu również nie jest tą prawdziwą wyjawia, że za zaginięciami w jego firmie stoi Szoker, który planował przeróbkę wszystkich Japończyków w cyborgi poprzez wszczepienie im nanobotów, a on sam był jedynym, który przeżył. Trójka Riderów dowiaduje się, że Kotomi odkryła trzecią dziewczynę, która okazała się być prawdziwą Chiharu. Po swoich mękach jakie przeszła przez operację jest zdolna do mentalnej komunikacji z Kotomi, której pokazała ostatnie chwile swego bytu jako "Chiharu". Została zabita przez swojego menadżera i wydawcę, którzy zatuszowali jej śmierć, a jej dusza znalazła się w piosence. 
Kazami informuje Hongō o transporcie nanobotów z zagranicy, które Szoker zamierza rozprzestrzenić na cały kraj. Hongō i Hayato starają się przejąć konwój, jednak zostają zaatakowani przez Nożycojaguara, który miał stać za całym planem cyborgizacji. Na ratunek Riderom przybywa V3, który niszczy Piłojaszczurkę, a pozostali Nożycojaguara. Kazami staje twarzą w twarz ze swoją umierającą siostrą, która prosi by pomógł jej w cierpieniach. Kazami postanawia zabić Chiharu, gdyż uznał, że będzie to lepsze dla niej, niż bycie nieludzkim potworem przez resztę życia.
Film kończy się śmiercią Ichimonjiego w barze, odejściem Kazamiego z miasta oraz wyrzuceniem Hongō z pracy po negatywnych opiniach uczniów, do którego w bramie szkoły dołącza Kotomi.

## Różnice między serialem a filmem
Pomimo bycia adaptacją Kamen Ridera V3, da się zauważyć pewne nieścisłości między serialem a filmem.
- Trzech Riderów filmowych walczy przeciw Szokerowi. W V3 armią terrorystów, z jaką walczy tytułowy Rider jest Destron- następca Gelszokera z oryginalnej serii.
- W serialu Shirō Kazami traci w zamachu ojca, matkę i młodszą siostrę. W filmie ofiarą wroga jest jedynie jego siostra.
- Filmowy Kazami był początkowo zły, a swoje moce otrzymał poprzez zoperowanie przez Szokera. Oryginalny decyduje się na walkę ze złem już na początku serialu, a swoje moce otrzymał po zoperowaniu przez Hongō i Hayato.
- W filmie nie pojawia się postać Tōbeia Tachibany, chociaż występuje on w serialu jako mentor Kazamiego oraz w The First jako osoba, która dała Cyklona Hongō.
- W przeciwieństwie do serialu, skrót V3 w filmie został rozwinięty jako "Version 3". Pomimo że w filmie V3 jest jednym z Hopperów (koników polnych), jest wzorowany na ważce (Dragonfly), podobnie jak oryginalny.
- Podobnie jak filmowi Hongō i Hayato, filmowy Kazami nie posiada pozy transformacyjnej, a jedynie ujawnia pas, który zmienia jego ubranie w kostium Ridera, a potem zakłada hełm.
- W serialu Hongō po skończeniu uniwersytetu pozostał na nim, w filmie podejmuje się pracy nauczyciela.
- Filmowy Hayato umiera, zaś oryginalny żyje do tej pory.
- Podobnie jak w The First Hongō, Hayato i Kazami są nazywani Hopperami, a nie Riderami, tak, jak to było w serialu.

## Obsada
- Takeshi Hongō/Kamen Rider 1: Masaya Kikawada
- Hayato Ichimonji/Kamen Rider 2: Hassei Takano
- Shirō Kazami/Kamen Rider V3: Kazuki Katō (także Daisuke Kazama/Kamen Rider Drake w Kamen Rider Kabuto)
- Kotomi Kikuma: Miku Ishida
- Chiharu Kazami: Erika Mori
- Nożycojaguar: Tomorowo Taguchi
- Piłojaszczurka: Rie Mashiko